# Скрипник Віктор Анатолійович
Ві́ктор Анато́лійович Скри́пник (нар. 19 листопада 1969, Новомосковськ, Дніпропетровська область, Українська РСР, СРСР) — радянський та український футболіст, захисник. Грав за «Дніпро», «Металург» (Запоріжжя), «Вердер» та збірну України. Нині — український футбольний тренер.

## Клубна кар'єра
Професійні виступи розпочав у складі запорізького «Металурга» у 1989 році. 1994 року перейшов до дніпропетровського «Дніпра», у складі якого провів трохи більше двох сезонів. У 1995—1996 роках дніпропетровський клуб тренував німецький спеціаліст Бернд Штанге, який порекомендував гравця наставнику бременського «Вердера». Трансфер Скрипника до німецького клубу відбувся влітку 1996 року (трансферна сума склала 1,5 мільйони німецьких марок).
У німецькому клубі провів 6 з половиною сезонів, протягом яких відіграв 138 матчів у Бундеслізі, 16 — у Кубку Німеччини та 6 у єврокубках. Багато ігор пропустив через травми. Рішення про завершення кар'єри гравця прийняв після завершення сезону 2003—2004 у віці 34 років.

## Виступи за збірну
Виступав за збірну України. Дебютував 7 вересня 1994 року у матчі проти збірної Литви (поразка 0:2). Усього у формі збірної України провів 24 матчі, відзначився двома забитими голами.
| #  | Дата           | Місце             | Суперник | Рахунок | Змагання                |
| -- | -------------- | ----------------- | -------- | ------- | ----------------------- |
| 1. | 11 жовтня 1995 | Любляна, Словенія | Словенія | 2:3     | кваліфікація до ЧЄ-1996 |
| 2. | 13 серпня 1996 | Київ, Україна     | Литва    | 5:2     | товариський             |

## Кар'єра тренера
Після завершення ігрової кар'єри 2004 року прийняв пропозицію залишитися в клубній системі бременського «Вердера» в ролі тренера молодіжного складу. 2007 року отримав тренерську ліцензію УЄФА, що дає право тренувати команди Бундесліги.
Навесні 2009 року уклав новий контракт із керівництвом клубу, згідно з яким до 2013 року тренував молодіжну команду «Вердер» U-17. 18 червня 2013 року очолив команду дублерів бременського клубу «Вердер II».
25 жовтня 2014 року був призначений головним тренером «Вердера» після звільнення з цієї посади за незадовільні результати Робіна Дутта.
18 вересня 2016 року його було звільнено з посади головного тренера «Вердера» після того, як команда програла 3 перші матчі сезону 2016/17. За словами головного директора «Вердера», дане рішення було прийняте в результаті непереконливої гри проти Боруссії, яка завершилася з рахунком 1:4.
3 червня 2019 року, після звільнення Юрія Вернидуба, Скрипник очолив луганську «Зорю». В своєму дебютному сезоні на чолі луганців він виборов бронзу, в останньому матчі зігравши внічию з чернігівською «Десною» 1:1, і випередив команду Олександра Рябоконя в турнірній таблиці на 2 пункти. Після цього матчу на адресу луганської команди в соціальних мережах було досить багато критики, особливо на фоні паралельного матчу «Динамо» — «Колос», який завершився сенсаційною перемогою гостей з рахунком 0:2. Невдоволення пасивною і не надто рішучою грою було обумовлене тим, що у разі перемоги «Зорі» над «Десною» вона вперше в своїй історії б посіла друге місце в чемпіонаті України (кияни в підсумку випередили підопічних Скрипника на 1 очко).
Під час літнього трансферного вікна активно ходили чутки про те, що Віктор покине пост головного тренера «Зорі». На його місце різні спортивні ЗМІ сватали тодішнього тренера «Дніпра-1» Дмитра Михайленка, а Віктору пророкували перехід до лав дніпровського клубу якраз замість Дмитра. Ці чутки пов'язували з тим, що президент клубу Євген Геллер запросив до співпраці футбольного агента Вадима Шаблія, з трансферною політикою якого Віктор був категорично не згоден, і тому Геллер хотів змінити Скрипника на більш податливого та дипломатичного Михайленка. Зрештою, чутки не підтвердились, і Скрипник почав сезон 2020/2021 на посаді головного тренера «Зорі».
9 червня 2022 року було повідомлено, що з 1 липня 2022 року Скрипник стане головним тренером полтавської «Ворскли».
20 грудня 2023 року був призначений головним тренером «Металіста 1925». 27 липня 2024 року звільнений з цієї посади.

## Досягнення

### Гравець
- Чемпіон Німеччини 2004;
- Дворазовий володар Кубка Німеччини: 1999, 2004;
- Найкращий лівий захисник України 2002 року за версією газети «Команда»

### Тренер
- Тренер сезону в Бундеслізі за версією transfermarkt: 2014/2015[9]
- Чемпіон Латвії:

«Рига»: 2018
- Володар Кубка Латвії:

«Рига»: 2018